# Playboy Mansion
| Till vänster: Playboy Mansions exteriör, 2007.Till höger: Playboy bunnies, 2011.  |  | Till vänster: Playboy Mansions exteriör, 2007.Till höger: Playboy bunnies, 2011. |
| Till vänster: Playboy Mansions exteriör, 2007. Till höger: Playboy bunnies, 2011. |  |                                                                                  |

Playboy Mansion är ett hus på Charing Cross Road i stadsdelen Holmby Hills i västra Los Angeles. Huset ägdes från 1971 av tidskriften Playboys grundare och ägare Hugh Hefner, fram till hans död 2017. The Playboy Mansion var Hefners bostad, men även en stor mötesplats. Det anordnades fester med jämna mellanrum och de inbjudna var oftast lättklädda. Aktuella modeller från tidskriften, kända som Playmates eller Playboy bunnies, brukade vara med på dessa fester.

## Populärkultur
- Playboy Mansion är med i en scen i Snuten i Hollywood II där även Hugh Hefner har en cameoroll som sig själv.